# Taxeotis oraula
Taxeotis oraula är en fjärilsart som beskrevs av Edward Meyrick 1890. Taxeotis oraula ingår i släktet Taxeotis och familjen mätare. Inga underarter finns listade i Catalogue of Life.